# سيمون باز
سيمون باز (بالإنجليزية: Simon Baz)‏ هو بطل خارق خيالي يظهر في الكتب المصورة التي تنشرتها دي سي كومكس، أنشأه الكاتب جيف جونز والفنان دوغ ماهنك. باز هو ضابط في فيلق الفانوس الأخضر، وهي قوة شرطة خارج الأرض. ظهرت هذه الشخصية لأول مرة في عام 2012 بعد إعادة إطلاق شركة دي سي عام 2011 على نطاق واسع كجزء من قصة الفانوس الأخضر «ارتقاء الجيش الثالث»، الذي يحل فيه محل بطل العصر الفضي هال جوردان كالفانوس الأخضر لقطاع الأرض.
قبل ظهوره لأول مرة، جعلت الشخصية ظهوراً قصيراً لم يكشف عن اسمه في الـ52 الجديدة يوم الكوميكس المجاني الطبعة المحدودة #1. أضافت دي سي لاحقاً باز إلى عنوانها الرئيسي «فرقة العدالة الأمريكية» في عام 2013. أكدت دي سي كوميكس بأن سيمون باز هو مواطن أمريكي لبناني مزدوج الجنسية ومسلم، ويقيم حالياً في ديربورن في ديترويت.

## تاريخ النشر
تم إنشاء سيمون باز من قبل كاتب الفانوس الأخضر جيف جونز والفنان دوغ ماهنك. وهو أول عضو أميركي من أصل شرق أوسطي ومسلم في فيلق الفانوس الأخضر. تأثر ميراث سيمون وبلدته المحلية بجيف جونز، وهو نصف لبناني، وأحد سكان ديترويت، ميشيغان.

## سيرة الشخصية الخيالية

### النشأة
كان سيمون باز طفلاً لبنانياً أميركياً يعيش في ديربورن بولاية ميشيجان خلال أحداث هجمات 11 سبتمبر 2001. وتزايدت حالة سيمون وشقيقته سيرا بسبب أنتمائهم العرقي.
كشخص شاب، تورط سيمون في سباق السيارات، وفي النهاية سرقة السيارات. تم وضع صهره الأول في غيبوبة في المستشفى. ويتم طرد سيمون من وظيفته، وفي لحظة يأس، يسرق سيارة. أثناء محاولته الهرب من الشرطة في السيارة المسروقة، يكتشف سيمون بأن هناك قنبلة فيها. يقود سيمون الشاحنة إلى مصنع السيارات المهجور الذي تم الأستغناء عنه، مع علمه بأنه لن يتأذى أحد في الانفجار. ويُنظر إلى الأنفجار الناتج على أنه عمل إرهابي من قبل السلطات، ويتم جلب سيمون للأستجواب. وبينما يجري أستجواب سيمون، يطير خاتم الطاقة المعطل من سينسترو وهال جوردان إلى سيمون، ويختارانه كحارس جديد، ويحرره بعيداً عن الأسر. ومع أختفاء المشتبه بهم، أستجوب العملاء الفيدراليون أتصال سيمون مع أماندا والر حول الوضع، وهو أنتقال ينتقل إليه سايبورغ من فرقة العدالة. يقوم سايبورغ بنقل البث إلى باتمان ويسأل ما إذا كان أي شخص قد تحدث إلى هال جوردان منذ أن ترك الجامعة. في هذه الأثناء، يُطرح سيمون أرضاً، في حين يبدأ الجيش الثالث في الأنتشار في مكان آخر.

### أرتقاء الجيش الثالث
بعد أستيقاظه، يساعد سيمون على إيقاف الجيش الثالث. ومع ذلك، فإنه في النهاية ينضم إلى فرقة العدالة، حيث يُتهم بالخطأ بأخذ هال كرهينة. تتعقب فرقة العدالة سيمون، لكنه ليس مستعدًا لمحاربتهم حتى يحاول باتمان إزالة خاتم سينيسترو من إصبع سيمون. في القيام بذلك، يذهب الخاتم في وضع الدفاع ويهاجم الفرقة. وفي حالة من الذعر، يتقابل باز ويلتقي بأخته. تتمكن سيرا من تعقب المالك الأصلي للشاحنة ويغادر سيمون لمحاولة مسح أسمه. بعد العثور على المتورط في مؤامرة التفجير، يهاجم الجيش الثالث المنزل ويقتل الإرهابي وعامل من مكتب التحقيقات الفيدرالي (الذي كان أحد الوكلاء الفيدراليين الذين أستجوبوا سيمون من قبل).
يصل الفانوس الأخضر ب'دج للبحث عن هال جوردان. ب'دج يساعد سيمون على أستعادة الرسالة المزدوجة التي تركها كل من هال جوردان وسينسترو في خاتمه، والتي تكشف عن أن حراس الكون أصبحوا مجانين ويحلون الآن محل فيلق الفانوس الأخضر مع جيشهم الثالث الذي سيسيطر في النهاية على الكون. وكشف أيضاً بأن سينسترو هو المسؤول عن أختيار سيمون كالفانوس الأخضر، حيث أختار شخصًا يشبهه إلى حد كبير. كما أراد أن يكون مجنده هو الذي سيدمر حراس الكون في نهاية المطاف. يتعرف سيمون على كيفية إعادة شحن خاتمه عن طريق أستعادة فانوسه في مقبرة المدينة الساحلية ومن ثم يعلم من ب'دج بأن خاتمه قد يكون قادر على إيقاظ شقيق زوجته من غيبوبته. يتوجهون إلى المستشفى حيث يستطيع سيمون أن يشفي الأضرار التي لحقت بعقل أخيه. ثم يقوم سيمون وب'دج بإنقاذ غاي غاردنر من السجن. بعد هزيمة الجيش الثالث الذي تم إرساله خلف غاي، يجتمعون جميعًا على القمر حيث يتم إرسال غاي إلى وا لإيقاف الحرس وسيمون وب'دج عن الدخول للكتاب الأسود ويأتون وجهاً لوجه مع اليد السوداء.

### غضب الفانوس الأول
في نهاية «أرتقاء الجيش الثالث»، يهرب الفانوس الأول (فولثووم) الذي ينوي تغيير الواقع إلى إرادته. سيمون، في الوقت نفسه، مع ب'دج في غرفة الظلال، حيث يتم أحتجاز اليد السوداء وحراس التمبلر. تحدث معركة بين سيمون واليد السوداء، في حين يكون سيمون مشتت، لتحرير حراس التمبلر، تمتصه اليد السوداء إلى خاتمته. يتم نقل سيمون إلى المنطقة الميتة حيث يتم أحتجاز سينسترو وهال. سينسترو يخبر سيمون بأنه قُتل بواسطة اليد السوداء. هال يقول سيمون لا يمكن أن يكون ميتاً لأنه لا يزال لديه الخاتم. ثم يقوم سينسترو بمهاجمة سيمون في محاولة للحصول على الخاتم. بما أن الخاتم عديم الفائدة ضد سينسترو، يخرج سيمون مسدسه ويطلق النار عليه ويقتله. ومع ذلك، يعود سينسترو إلى الحياة لأنهم في المنطقة الميتة. تومار-ري يخبر هال بأنه يعتقد بأن الخاتم اختار شخصًا مثل سينيسترو، وليس هال، وهذا يمكن أن يفسر شخصية سيمون المتوحشة. يقدم سيمون لإعطاء هال خاتمه ولكن هال يعترض، لأن الخاتم قد رفضه أو يعتقد بأن باز قد مات. يستيقظ سينسترو ويقول بإنه سوف يعود إلى سيمون، الأمر الذي يجعل سيمون عصبي. ب'دج، بمساعدة من حراس التمبلر، يحاول أسترداد سيمون. في هذه الأثناء، يبدأ خاتم سيمون بالأنقسام مع النصف الجديد الذي يحاول الذهاب إلى هال، يطرح سينسترو هال على الأرض ويظهر له الفانوس الأول يعذب كارول فيريس. هذا يضع الخوف في قلب هال، ثم يذهب الخاتم إلى سينسترو، وهو وسيمون يتبادلان الأماكن مع اليد السوداء. يتم خداع سيمون من قبل سينسترو، لكنه بعد ذلك يسمح لسيمون بالأنتقال آنياً إلى كوكبه الأم في كوروغار، في محاولة للدفاع عن نفسه. عندما يصل سيمون وب'دج إلى قبر كوكب كوروغار وشاهدا مهاجمة سينسترو لكارول فيريس والفانوس الأبيض كايل راينر، فيوقفونه. بينما يخبر سيمون كارول بالرسالة التي تقول بأن هال كان حقاً في المنطقة الميتة، يناضل سينيسترو من أجل خاتم كايل الأبيض ويحاول أن يصبح فانوساً أبيضاً بنفسه، ولكنه رفضه بشكل غريب. ثم يأتي الخاتم الأبيض في حوزة سيمون، ولكن عندما يفشل في أستعادة كوكب سينيسترو. يعود الخاتم الأبيض إلى ملكية كايل. عندما يطير سينسترو، سيمون وب'دج يتعاونان مع كايل وكارول وهما على أستعداد للقتال ضد الفانوس الأول. في المعركة النهائية، يهاجم سيمون وفيلق الفوانيس الأحتياطي الفانوس الأول، ويتم تدميره أخيرًا.

### فرقة العدالة الأمريكية
بعد أحداث «غضب الفانوس الأول»، عُرضت على سيمون باز فرصة الأنضمام إلى أماندا والر و «فرقة العدالة الأمريكية» في ستيف تريفور تحت ذريعة أن تهمته الجنائية ستُسقط وبرائته تُعلن علناً عن طريق عميل الإف بي آي فرانكلين فيد الذي سيكون كفيله.

### «حرب الثالوث»
خلال قصة «حرب الثالوث» لعام 2013، شوهد باز يطارد باتمان، الذي كان في حوزة صندوق باندورا، حتى يهاجمه سوبرمان. بعد أن تم تشويه جثة سايبورغ (فيكتور) من قبل عضو الجريمة «ذا غريد»، كان خاتم باز هو الشيء الوحيد الذي منع فيكتور من الموت.

### «إطفاء الأنوار»
خلال قصة «إطفاء الأنوار» لعام 2013: في حاجة ماسة إلى مساعدة الفوانيس الحمراء خلال القتال مع ريليك، يعد هال جوردان الزعيم الحالي للفوانيس الحمراء، غاي غاردنر، بقطاعه الخاص في الفضاء. أختار غاي غاردنر القطاع 2814 موطن الفنوس الأحمر يسماولت، وكذلك الأرض. كشرط لحرمة أعمال الفوانيس الحمراء في القطاع 2814، أعلن غاي أنه لا يمكن لأي فانوس أخضر الدخول إلى قطاعهم، بما في ذلك الأرض. وكمصطلح مضاف، طلب هال الإذن لإبقاء سيمون على الأرض ليراقب الأمور ويكون سفير فيلق الفانوس الأخضر الخاص.

### «ولادة دي سي الجديدة»
برز باز في ولادة دي سي الجديدة الفوانيس الخضراء جنباً إلى جنب مع أحدث فانوس أخضر، جيسيكا كروز. بعد أن يفشل كلاهما في تدريب تم تنظيمه من قبل هال جوردان، يدمج بطاريات الطاقة الخاصة بهما في واحدة، والتي لا يمكن الوصول إليها إلا عندما يكون الأثنان معاً، لأنه يحتاج إلى التأكد من أنهم ماهرين بالدرجة الكافية للدفاع عن الأرض بينما هو بعيد في عمق الفراغ. خلال غيابه، أعطى هال أيضًا العضوين إلى فرقة العدالة، على أمل أن يساعدهم الأبطال الآخرون في تدريباتهم.
بعد عدة مغامرات، يواجه باتمان باز حول مسدسه. ويقتنع بالتخلي عنه. ويأخذه المفوض جوردون لحفظه بأمان.

## النسخ الأخرى
في المستقبل البعيد، يقول كتاب وا بأن سيمون سيكون مسؤولاً عن تدريب أول أنثى فانوس أخضر، جيسيكا كروز. يقال أيضاً بأنه سيعمل على إطلاق العنان لإمكانات في كل مكان يذهبه ويظهر ما يمكن أن يكون عليه خاتم الطاقة الخضراء. وصفه بأنه «عامل المعجزة».

## الأستقبال
كان الظهور الأول لسيمون باز في الفانوس الأخضر #0، بشكل عام، قد قوبل بملاحظات إيجابية، وأشاد بتوصيف باز بالإضافة إلى فرص التعليق الأجتماعي التي قدمتها خلفيته. وكتب جوي إسبوزيتو من IGN: «جونز يعرض قوة شخصية باز من خلال السماح له بالأعتراف بأنه في الواقع مجرم (كان قد سرق سيارة)، وأنه عندما علم بأن السيارة تحمل قنبلة على متنها، كان لدى جونز القدرة على الأعتماد على مناخ حقيقي جداً لأمريكا بعد 11 سبتمبر ليسمح للقراء بالأستدلال على جوانب معينة من سنوات باز الأصغر، تاركين له مساحة واسعة لمشهد أستجواب مكتوب بشكل جيد يكشف المزيد عن من باز وكان الموظفون يستجوبونه» قبل أن يقولوا«على الرغم من أن الأمر يتعلق بعدد واحد، إلا أنني أتوقع تماما بأن يكون باز - إذا نجا لفترة من الوقت، بالطبع - إضافة أخرى ناجحة إلى فوانيس الأرض الخضراء» كتب دوغ زاويزا من مجلة كوميك بوك ريسورسز عن باز: «جيف جونز يجعل من باز شخصية متعاطفة على الرغم من عيوبه الواضحة. لا يخطئ أحد، أما باز فهو ليس بطلا مثل هال جوردن، لكنه أيضًا ليس شريرًا مثل سينيسترو. الرجل الذي يحاول الحصول على أفضل ما يستطيع، وهو الآن يخترق بعض القواعد للقيام بذلك». وأثنى على صلاحيته قائلاً: «يمكن بسهولة أن يكون باز أحد الجيران الذين أعرفهم عندما كنت أعيش في ديربورن.» 
أشاد مينكوان نغوين من مجلة ويكلي كوميك بوك ريفيو بكتابة جوف جونز من باز في مراجعة الموقع للصفحة #0. "في بعض الأحيان يكون من السهل للغاية نسيان الكاتب مدى قوة جون الحقيقية. خلافاً لبعض القوى في هذه الفئة، لا يمكن لجونز أن يسحب شخصيات غريبة ويجعلها تبدو قابلة للتصديق، لكنه يخرج الشخصيات التي تبدو وكأنها معروفة سنكون أقل ميلاً للاستماع إلى باز، بصعوبة مثل ظروف حياته، إذا كان مستقيماً بذاته، ما يجعله بطلاً هو بأنه يعترف بخطئه الخاص ومنطق نذوبه، وهو على الأرجح السبب الذي يعامله العميل فيد بشكل محترم - حتى يتم تقييد يديه، وهذا هو.
ومع ذلك، كانت شخصية لا تخلو من منتقديها. كتب أوليفر سافا لـإيه. في. كلوب أن الشخصية كانت مثيرة للأهتمام من الناحية المفاهيمية ولكن شابتها توصيف مبتذل. وبمراجعة مقدمة باز في الفانوس الأخضر #0، يقول سافا: «إن فكرة أختيار أمريكي عربي كفانوس أخضر لأنه قادر على التغلب على خوف ثقافي كبير هو فكرة مستوحاة، ولكن أغلبية التعاطف مع الشخصية هي مكثفة في صفحتين بحيث يمكن لجون أن يضع باز كإرهابي مشتبه به». يعلق سافا على أن باز يشترك في الكثير من الأمور المشتركة مع الأبطال الخارقين «الخارقين» في التسعينيات، حيث يقول: «ليس باز شخصية كبيرة بقدر ما هو عبارة عن سلسلة من الكليشيهات والمصادمات». كما كان ينتقد قرار تصوير الشخصية بمسدس على غلاف الكتاب، وهو ما يستخف بأنه «مثير للسخرية» نظرًا لأفتقاره إلى المنفعة مقارنة بخاتم «الفانوس الأخضر»، واصفاً إياه بأنه «حركة رخيصة لجعل الشخصية تبدو مثيرة ... سقطت من النمط منذ حوالي 15 عامًا».

## في وسائل الأعلام الأخرى
- ظهر سيمون باز كشخصية قابلة للّعب في ليغو دي سي سوبر-فيليانس.